# Francis Napier, X lord Napier
Francis Napier, X lord Napier, I barone Ettrick (Lauder, 15 settembre 1819 – Firenze, 19 dicembre 1898), è stato un politico, diplomatico e nobile britannico.
Noto poliglotta, fu ambasciatore inglese presso gli Stati Uniti dal 1857 al 1859, presso i Paesi Bassi dal 1859 al 1860, presso la Russia 1861 al 1864, presso la Prussia dal 1864 al 1866 e fu infine governatore di Madras dal 1866 al 1872. Fu viceré d'India provvisorio tra febbraio e marzo del 1872.

## Biografia

### I primi anni e l'educazione
Francis Napier nacque il 15 settembre 1819, figlio primogenito di William John Napier, IX lord Napier di Merchistoun e di sua moglie, Elizabeth Cochrane-Johnstone. Venne alla luce al castello di Thirlestane, nel Selkirkshire.
Napier venne educato privatamente e poi frequentò un istituto nel ducato di Sassonia-Meiningen. Entrò quindi nel Trinity College di Cambridge nel 1835 ma non completò i propri studi. Ad ogni modo, approfondì notevolmente lo studio delle lingue straniere sotto la guida del reverendo Walter Patterson. Napier divenne X lord Napier alla morte di suo padre, l'11 ottobre 1834.

### La carriera diplomatica
Per le sue conoscenze, senza riguardo ai suoi studi, Napier venne destinato quanto prima all'ambasciata inglese a Vienna e poi a Costantinopoli, dove venne nominato attaché. Nel 1848, Napier venne nominato segretario della legazione inglese a Napoli. Fu ambasciatore pro tempore per diciotto mesi a Napoli, durante la rivoluzione siciliana del 1848.
Dopo la sua esperienza a Napoli, trovò il tempo di pubblicare un libro su diversi pittori contemporanei della città partenopea. Nella prefazione dell'opera scriveva: 
(Notes on Modern Painting at Naples, 1850)
La conduzione degli affari all'ambasceria di Napoli da parte di Napier impressionarono positivamente l'allora segretario di stato per gli affari esteri, lord Palmerston, il quale lo pose all'ambasciata inglese a San Pietroburgo, lasciando che egli divenisse amico dello zar Alessandro II di Russia. Dal 1857 al 1859, Napier venne nominato inviato straordinario e ministro plenipotenziario negli Stati Uniti. Il suo incarico a Washington fu controverso. L'abolizionista Charles Sumner ed elementi dei nordisti fecero pressione sull'ambasciatore inglese perché lo accusarono di essere favorevole agli schiavisti. Ancora più dannoso agli occhi del governo inglese fu in realtà la voce che circolava che l'ambasciatore avesse dichiarato in alcune conversazioni che la Gran Bretagna si era detta disposta a riconoscere la Dottrina Monroe, mentre tutto il governo la ripudiava. Critiche dagli affari esteri lo costrinsero a rientrare in patria dove gli venne assegnata l'ambasciata presso i Paesi Bassi, incarico importante ma certamente meno prestigioso e delicato di quello presso gli Stati Uniti. Napier prestò servizio come ambasciatore in Olanda dal 1859 al 1861, venendo poi trasferito in Prussia dal 1864 al 1866. Venne quindi nominto governatore di Madras, in India, nel 1866, rimanendo in carica sino al 1872.

### Governatore di Madras

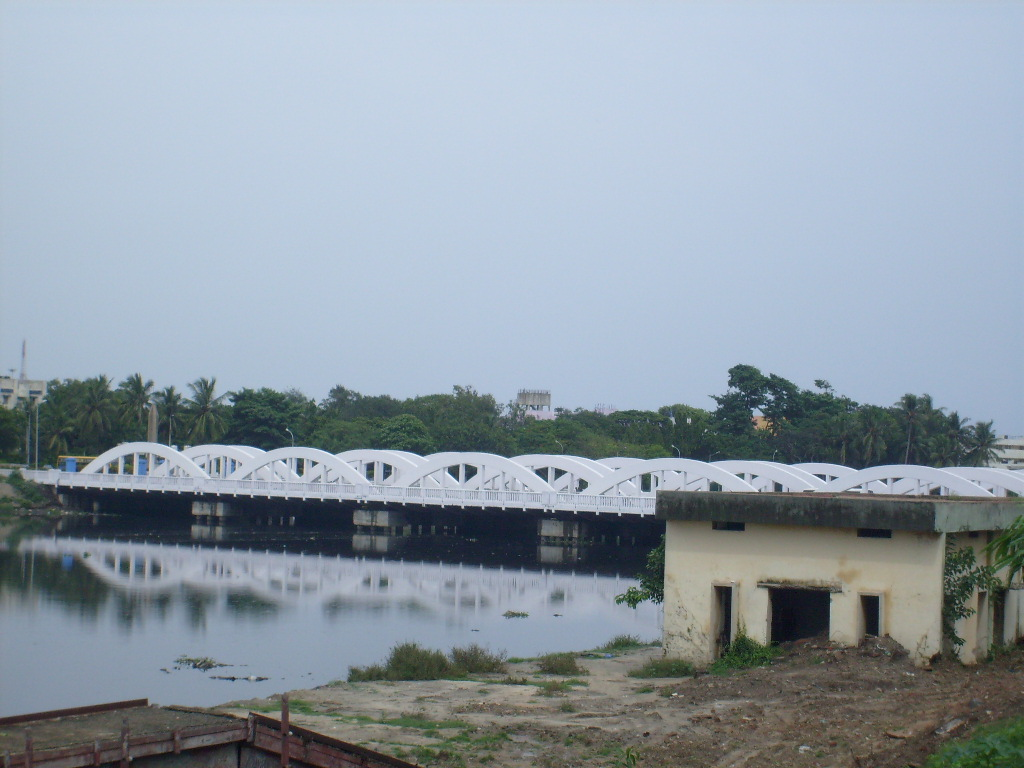
Il Napier Bridge a Chennai

Non appena Napier fu giunto a Madras come nuovo governatore, dovette confrontarsi con una terribile carestia che colpì il distretto di Ganjam, servendosi per tale scopo di Florence Nightingale che aveva conosciuto a Costantinopoli. Napier si batté per la realizzazione di canali per l'irrigazione e per la costruzione della diga di Pennar, della diga di Rushikulya e della diga di Mullaperiyar.
Pur avendo incontrato l'ostilità di alcuni viceré per questioni di natura finanziaria durante il suo periodo come governatore, Napier risolse le dispute in maniera amichevole per le relazioni che egli ebbe in particolare con sir John Lawrence e col suo successore, Richard Bourke, VI conte di Mayo. Quando il conte di Mayo venne assassinato dagli Andamani l'8 febbraio 1872, Napier venne designato quale viceré provvisorio d'India prima dell'arrivo del successore, lord Northbrook. Per il grande lavoro svolto a Madras, Napier venne creato al titolo di barone Ettrick di Ettrick nella parìa del Regno Unito.
Nel 1869, Napier avviò la costruzione del Napier Bridge sul fiume Coovum, nel Chennai. Il Napier Park nel Chennai ed il Napier Museum a Trivandrum, Travancore, vennero dedicati alla sua memoria. Tra il 1866 ed il 1872, restaurò parzialmente il Thirumalai Nayakkar Mahal, il quale era stato in parte demolito dal nipote di King Thirumalai Nayak.
Donò del denaro allo Stanley Medical College Hospital di Chennai per la costruzione di un reparto di chirurgia che portò il suo nome.

### Gli ultimi anni e la morte
Alla fine del suo periodo come viceré provvisorio d'India, Napier tornò nel Regno Unito come presidente della Social Science Association nelle riunioni a Plymouth ed a Glasgow nell'ottobre del 1874. Durante questo periodo fu inoltre membro della London School Board.
Lord Napier fu presidente della Napier Commission che operò dal 1883 al 1884 per conto del governo inglese.
Morì a Firenze il 19 dicembre 1898 all'età di 79 anni.

## Famiglia
Napier sposò Anne Jane Charlotte (1824–1911) il 2 settembre 1845. La coppia ebbe quattro figli maschi.
- William Napier, XI lord Napier (1846–1913)
- John Scott (1848–1928), colonnello
- R. N. Basil (1850–1874), tenente di vascello
- Mark Francis (1852–1919), politico

## Ascendenza
|                                  |                                          |                                             | Genitori                              |  |  | Nonni |  |  | Bisnonni                        |  |  | Trisnonni                      |  |
|                                  |                                          |                                             |                                       |  |  |       |  |  | William Napier, VII lord Napier |  |  | Francis Napier, VI lord Napier |  |
|                                  |                                          |                                             |                                       |  |  |       |  |  | William Napier, VII lord Napier |  |  | Francis Napier, VI lord Napier |  |
|                                  |                                          | lady Henrietta Hope                         |                                       |  |  |       |  |  | William Napier, VII lord Napier |  |  |                                |  |
| Francis Napier, VIII lord Napier |                                          |                                             |                                       |  |  |       |  |  | William Napier, VII lord Napier |  |  |                                |  |
|                                  |                                          | hon. Marie Anne Cathcart                    | Charles Cathcart, VIII lord Cathcart  |  |  |       |  |  |                                 |  |  |                                |  |
|                                  |                                          | hon. Marie Anne Cathcart                    | Charles Cathcart, VIII lord Cathcart  |  |  |       |  |  |                                 |  |  |                                |  |
|                                  |                                          | hon. Marie Anne Cathcart                    | Marion Shaw                           |  |  |       |  |  |                                 |  |  |                                |  |
| William Napier, IX lord Napier   |                                          | hon. Marie Anne Cathcart                    |                                       |  |  |       |  |  |                                 |  |  |                                |  |
|                                  |                                          | sir John Clavering                          | sir James Clavering, VI baronetto     |  |  |       |  |  |                                 |  |  |                                |  |
|                                  |                                          | sir John Clavering                          | sir James Clavering, VI baronetto     |  |  |       |  |  |                                 |  |  |                                |  |
|                                  |                                          | sir John Clavering                          | Catharine Yorke                       |  |  |       |  |  |                                 |  |  |                                |  |
| Maria Margaret Clavering         |                                          | sir John Clavering                          |                                       |  |  |       |  |  |                                 |  |  |                                |  |
|                                  |                                          | lady Diana West                             | John West, I conte De La Warr         |  |  |       |  |  |                                 |  |  |                                |  |
|                                  |                                          | lady Diana West                             | John West, I conte De La Warr         |  |  |       |  |  |                                 |  |  |                                |  |
|                                  |                                          | lady Diana West                             | lady Charlotte MacCarthy              |  |  |       |  |  |                                 |  |  |                                |  |
| Francis Napier, X lord Napier    |                                          | lady Diana West                             |                                       |  |  |       |  |  |                                 |  |  |                                |  |
|                                  | Thomas Cochrane, VIII conte di Dundonald | William Cochrane                            |                                       |  |  |       |  |  |                                 |  |  |                                |  |
|                                  | Thomas Cochrane, VIII conte di Dundonald | William Cochrane                            |                                       |  |  |       |  |  |                                 |  |  |                                |  |
|                                  | Thomas Cochrane, VIII conte di Dundonald | lady Mary Bruce                             |                                       |  |  |       |  |  |                                 |  |  |                                |  |
| hon. Andrew Cochrane-Johnstone   | Thomas Cochrane, VIII conte di Dundonald |                                             |                                       |  |  |       |  |  |                                 |  |  |                                |  |
|                                  |                                          | Jane Stuart                                 | Archibald Stuart                      |  |  |       |  |  |                                 |  |  |                                |  |
|                                  |                                          | Jane Stuart                                 | Archibald Stuart                      |  |  |       |  |  |                                 |  |  |                                |  |
|                                  |                                          | Jane Stuart                                 | Elizabeth Myrton                      |  |  |       |  |  |                                 |  |  |                                |  |
| Eliza Cochrane-Johnstone         |                                          | Jane Stuart                                 |                                       |  |  |       |  |  |                                 |  |  |                                |  |
|                                  |                                          | James Hope-Johnstone, III conte di Hopetoun | John Hope, II conte di Hopetoun       |  |  |       |  |  |                                 |  |  |                                |  |
|                                  |                                          | James Hope-Johnstone, III conte di Hopetoun | John Hope, II conte di Hopetoun       |  |  |       |  |  |                                 |  |  |                                |  |
|                                  |                                          | James Hope-Johnstone, III conte di Hopetoun | lady Anne Ogilvy                      |  |  |       |  |  |                                 |  |  |                                |  |
| lady Georgiana Hope-Johnstone    |                                          | James Hope-Johnstone, III conte di Hopetoun |                                       |  |  |       |  |  |                                 |  |  |                                |  |
|                                  |                                          | lady Elizabeth Carnegie                     | George Carnegie, VI conte di Northesk |  |  |       |  |  |                                 |  |  |                                |  |
|                                  |                                          | lady Elizabeth Carnegie                     | George Carnegie, VI conte di Northesk |  |  |       |  |  |                                 |  |  |                                |  |
|                                  |                                          | lady Elizabeth Carnegie                     | lady Anne Leslie                      |  |  |       |  |  |                                 |  |  |                                |  |
|                                  |                                          | lady Elizabeth Carnegie                     |                                       |  |  |       |  |  |                                 |  |  |                                |  |